# Pseudopoecilips
Pseudopoecilips är ett släkte av skalbaggar. Pseudopoecilips ingår i familjen vivlar.
Kladogram enligt Catalogue of Life:
| Pseudopoecilips | \| \| Pseudopoecilips brevpilosus \| \| \| \| \| \| Pseudopoecilips mikuniyamensis \| \| \| \| \| \| Pseudopoecilips pilosus \| \| \| \| \| \| Pseudopoecilips taradakensis \| \| \| \| |
|                 | \| \| Pseudopoecilips brevpilosus \| \| \| \| \| \| Pseudopoecilips mikuniyamensis \| \| \| \| \| \| Pseudopoecilips pilosus \| \| \| \| \| \| Pseudopoecilips taradakensis \| \| \| \| |
|                 | Pseudopoecilips brevpilosus |
|                 | |
|                 | Pseudopoecilips mikuniyamensis |
|                 | |
|                 | Pseudopoecilips pilosus |
|                 | |
|                 | Pseudopoecilips taradakensis |
|                 | |